# Voray-sur-l'Ognon
Voray-sur-l'Ognon é uma comuna francesa na região administrativa de Borgonha-Franco-Condado, no departamento de Alto Sona. Estende-se por uma área de 6,9 km². Em 2010 a comuna tinha 850 habitantes (densidade: 123,2 hab./km²).